# Martha Lasker
Martha Lasker (* 19. November 1867 in Berlin als Martha Bamberger; † 18. Oktober 1942 in Chicago) war eine deutsch-jüdische Schriftstellerin. In ihren Veröffentlichungen verwendete sie das Pseudonym L. Marco.

## Leben
Sie war die Tochter des Bankangestellten Jacob Bamberger (1822–1907) und dessen Frau Lina (1832–1915) und wuchs in Berlin auf. In erster Ehe war sie seit 1886 mit dem Klavierfabrikanten Emil Cohn verheiratet, mit dem sie eine 1887 geborene Tochter Charlotte hatte. Ab 1900 betätigte sie sich als Schriftstellerin. Sie schrieb Liedtexte, die im Kabarett Überbrettl aufgeführt wurden, und humoristische Beiträge für verschiedene Zeitungen, wie die Berliner Morgenpost und den Simplicissimus. 1901 erschien ihr erstes Buch mit Kurzprosa unter dem Titel Wie sie lieben in einer Auflage von 10.000 Exemplaren. Ihr zweites Buch, eine Sammlung satirischer Verse unter dem Titel Shocking?, erschien noch im selben Jahr und erreichte bis 1903 fünf Auflagen. Mitte 1902 machte sie erstmals die Bekanntschaft des amtierenden Schachweltmeisters und Mathematikers Emanuel Lasker, mit dem sie in den folgenden Jahren einen lebhaften Briefwechsel führte. Nachdem Lasker 1908 von einem mehrjährigen Aufenthalt in den USA nach Deutschland zurückgekehrt war, trafen sich die beiden oft, was von ihrem Mann, der zu dieser Zeit bereits schwer krank war, toleriert wurde. Emil Cohn verstarb am 18. Dezember 1909, und nach einem Trauerjahr heirateten Martha Cohn und Emanuel Lasker am 1. März 1911 in Berlin. 1912 erschien eine Gedichtsammlung von ihr unter dem Titel Aus dem Warenhaus des Lebens. Während des Ersten Weltkrieges trat Martha Lasker als Vortragskünstlerin in Lazaretten auf. Später gab sie ihre eigene schriftstellerische Tätigkeit weitgehend auf und unterstützte ihren Mann bei seinen Arbeiten. Von ihrer harmonischen Partnerschaft zeugen zahlreiche Briefe, die in Privatsammlungen erhalten sind. In den 1920er Jahren organisierte Martha Lasker in ihrer Wohnung in Berlin-Wilmersdorf „literarische Nachmittage“, bei denen bekannte Intellektuelle zu Gast waren. Nach der „Machtergreifung“ der Nationalsozialisten ging sie mit ihrem Mann ins Exil, zunächst in die Niederlande und England, dann in die Sowjetunion, 1937 schließlich in die USA. Nach dem Tod ihres Mannes begab sie sich zu ihrer Enkelin Lissi Hirschberg nach Chicago, wo sie am 18. Oktober 1942 verstarb. Eine als Manuskript vorliegende Biographie ihres Mannes blieb unveröffentlicht. Ihre Erinnerungen wurden von Jacques Hannak, dem sie Einsicht in ihre Unterlagen gewährt hatte, in dessen Buch Emanuel Lasker, Biographie eines Schachweltmeisters (1952) verarbeitet.